# Vals muizenoor
Vals muizenoor (Pilosella peleteriana) is een soort uit de composietenfamilie (Asteraceae).
De plant heeft haar Nederlandse triviale naam te danken aan de behaarde bladeren die doen denken aan het oor van een muis. De soortaanduiding peleterianum verwijst naar de botanicus Pelletier (1788–1842). 

## Kenmerken
Vals muizenoor onderscheidt zich van muizenoor (Pilosella officinarum) door de kortere uitlopers en het geheel of vrijwel geheel ontbreken van klier- en sterharen.
Vals muizenoor is een vaste plant, wordt 5–30 cm hoog en vormt een wortelstok. De plant heeft ook korte, dikke uitlopers, die naar het einde toe bezet zijn met groter wordende, dicht opeen staande bladeren. De rozetbladeren zijn meestal van boven dicht behaard met lange zijdeachtige haren.
De vrucht is een nootje met aan de top aan het eind van de ribben kleine afstaande of teruggekromde tandjes. De haren van het vruchtpluis staan in één rij.

### Bloei
Vals muizenoor bloeit van mei tot de herfst met bleekgele lintbloemen, waarvan de buitenste van onderen roodachtig zijn. De bloeiwijze is een hoofdje, waarvan de met lange, enkelvoudige haren bezette omwindselblaadjes tot 2,5 mm breed zijn. Per stengel komt één hoofdje voor.

## Ecologie
Vals muizenoor is een thermofiel die voorkomt op oligotrofe, droge zandgrond. Ze komt vooral voor in duingraslanden.

## Verspreiding
De plant komt van nature voor in het westen van Europa. In Nederland komt ze voor op Terschelling en Ameland. De soort staat op de Nederlandse Rode lijst van planten als zeer zeldzaam en stabiel of toegenomen. 

## Namen in andere talen
- Duits: Peleterier's Habichtskraut
- Engels: Shaggy Mouse-ear-hawkweed
- Frans: Piloselle de Lepèletier